# Palazzo Valori-Altoviti
Palazzo Valori-Altoviti-Sangalletti o, secondo la denominazione popolare, palazzo dei Visacci, è un edificio storico di Firenze, situato in borgo degli Albizi 18-20.

## Storia
Il palazzo si definisce come tale nella prima metà del Cinquecento, attraverso la riunificazione di varie case medioevali che comprendevano la dimora di Rinaldo degli Albizi e altre dimore degli Albizi, la cui presenza aveva finito per dare il nome alla via. Dopo l'esilio della famiglia, il palazzo venne confiscato e venduto, pervenendo così ai Valori. Per l'opposizione di Baccio Valori al regime di Cosimo I de' Medici e la partecipazione alla Battaglia di Montemurlo, il palazzo rischiò di essere confiscato una seconda volta, ma siccome era finito in dote a una Valori maritata con un Alessandri, si decise di non espropriarlo.
Il carattere attuale del prospetto della fabbrica risulta conferito alla fine del Cinquecento, quando il colto senatore Baccio Valori il Giovane, nuovo proprietario del palazzo, che recuperò i possedimenti familiari diventando senatore sotto Ferdinando I de' Medici, nonché custode della biblioteca Medicea Laurenziana oltre che presidente dell'Accademia delle arti del disegno. Dopo aver ulteriormente ingrandito il palazzo con due case confinanti, tra cui una a sinistra appartenuta ai Pazzi (ne resta infatti uno stemma sulla facciata), fece ridisegnare la facciata presumibilmente dall'architetto e scultore Giovanni Battista Caccini, decorandola, sulla base di un programma iconografico da lui stesso definito, con quindici erme raffiguranti fiorentini illustri nelle scienze e nelle arti, terminate nel 1604.
Con l'estinzione del ramo fiorentino della famiglia la proprietà passò per via ereditaria ai Guicciardini nel 1687: il senatore Luigi Guicciardini era infatti nipote da parte di madre del figlio di Baccio Valori, Alessandro. Il senatore e i suoi familiari, su progetto di Antonio Maria Ferri, intrapresero importanti lavori di ammodernamento degli interni, accuratamente ricostruiti nel loro succedersi da Daniela Smalzi (2012). In particolare sono state individuate dalla studiosa tre fasi: la prima legata ai lavori edilizi e alle decorazioni degli ambienti terreni (1700-1708), la seconda volta alla decorazione del piano nobile (1709-1712), la terza caratterizzata dal raddoppio degli appartamenti verso occidente grazie all'accorpamento di due ulteriori casette (1714-1727).
La figlia unica del Guicciardini, Virginia, sposò Giovan Gaetano Altoviti e il palazzo passò in dote nel 1727 alla famiglia che ancora oggi ha legato il suo nome alla denominazione più usata del palazzo. In quel periodo il palazzo fu nuovamente oggetto di vari interventi, comunque sostanzialmente riconducibili a una diversa destinazione dei precedenti ambienti e all'apposizione in vari luogo dell'arme del casato, e alla ridecorazione dei soffitti di due sale, incaricando allievi di Luca Giordano.
La facciata è stata sottoposta a restauro nel 1936 e, più recentemente, nel 1989-1990. Il prestigioso ambiente della Galleria è stato restaurato tra il 1987 e il 1988. Dal 1978 il piano nobile è sede della Massoneria fiorentina del Grande Oriente d'Italia.
Il palazzo appare nell'elenco redatto nel 1901 dalla Direzione Generale delle Antichità e Belle Arti, quale edificio monumentale da considerare patrimonio artistico nazionale, ed è sottoposto a vincolo architettonico dal 1913.

## Descrizione

### La facciata

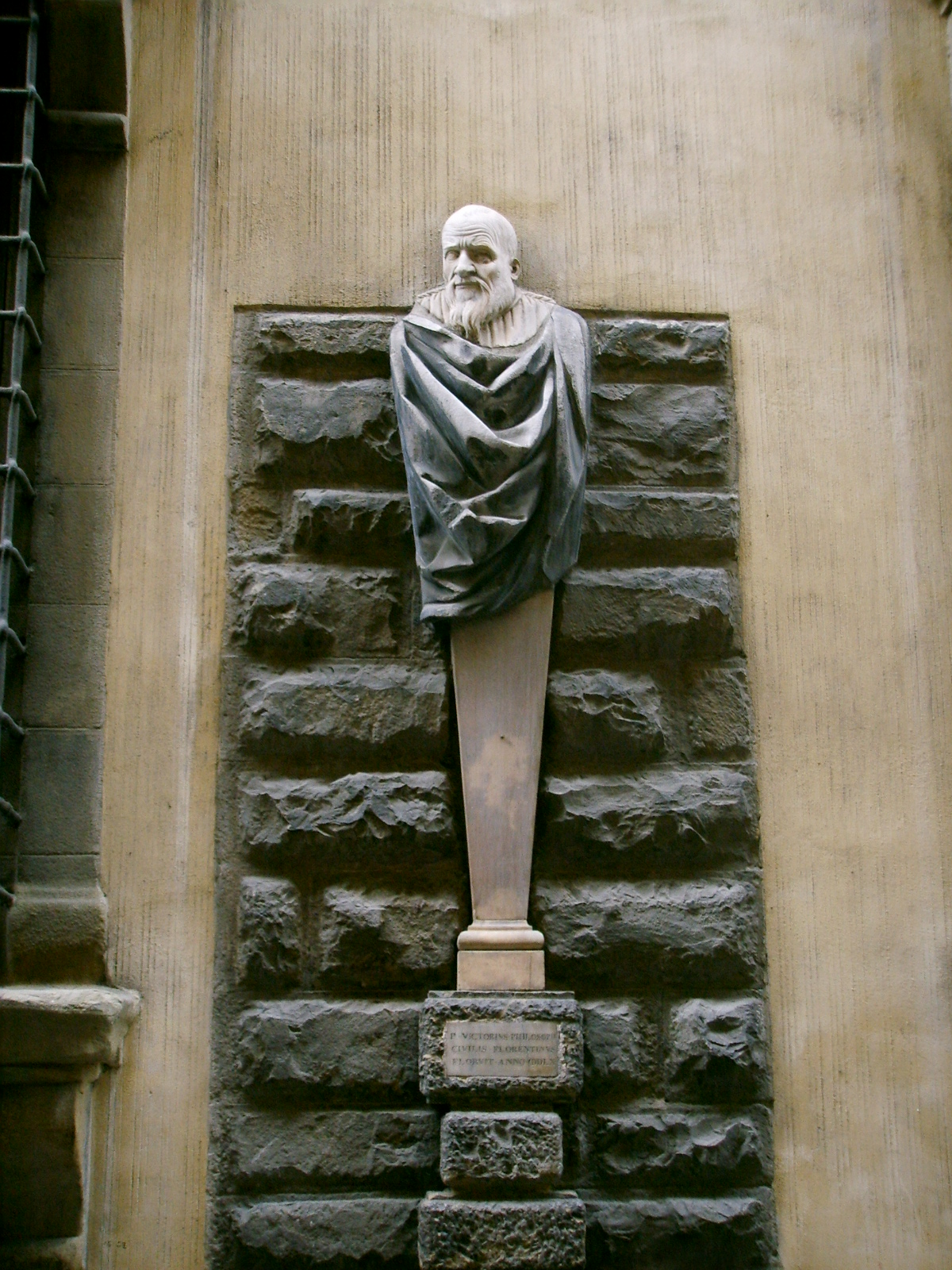
L'erma di Piero Vettori

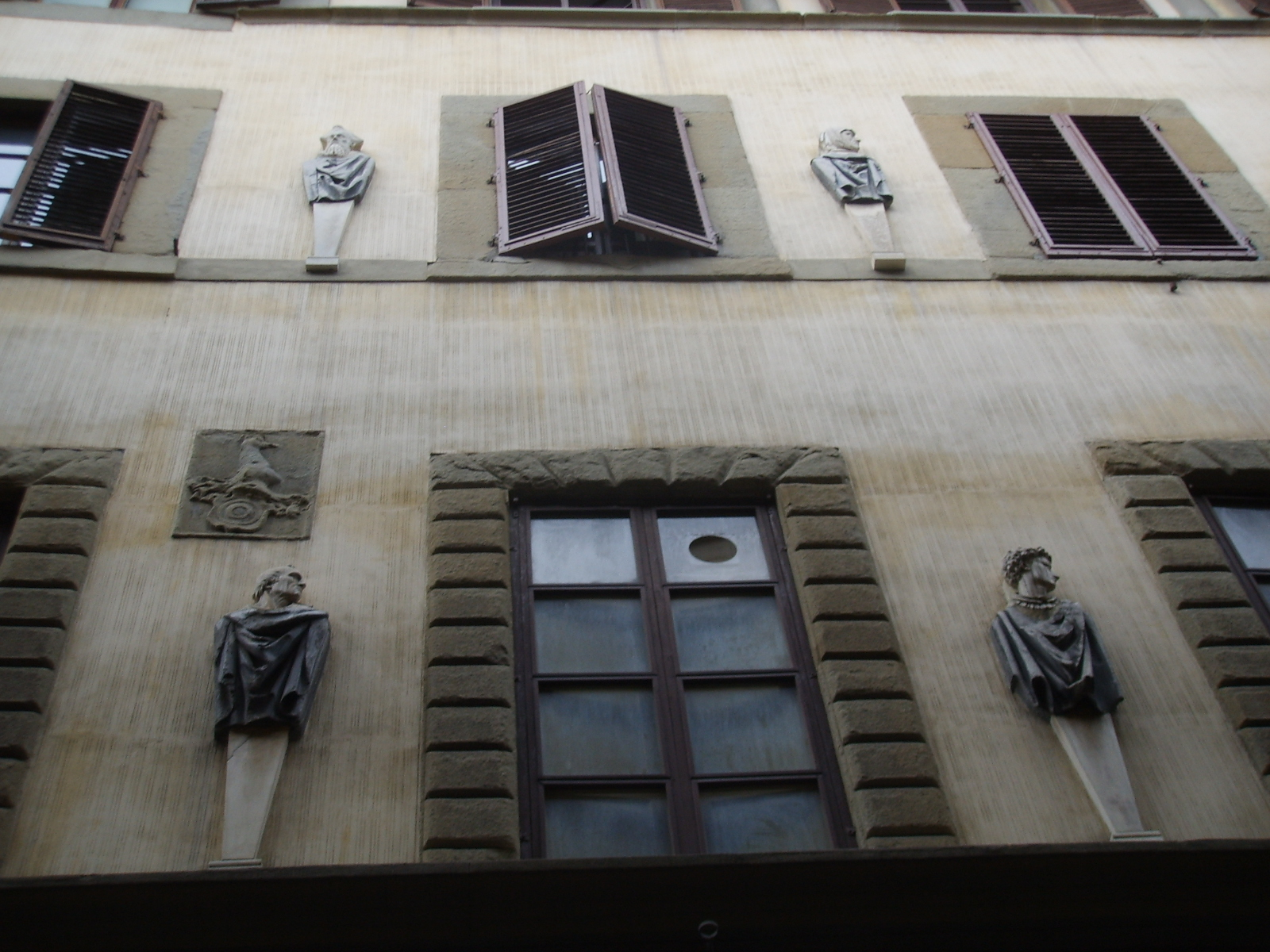
Alcune statue ai piani superiori

La facciata su borgo degli Albizi, come detto, è fortemente caratterizzata dalla successione delle erme. Baccio Valori, essendo un personaggio erudito, scelse per le sculture della facciata anche alcuni personaggi poco conosciuti, ma che pure avevano lasciato una bella fama nella loro città. Il figlio di Baccio Valori, Filippo scrisse un libretto per decifrare i caratteri incisi sotto le singole erme del palazzo, dal titolo Termini di mezzo rilievo e di intera dottrina fra gli archi di casa Valori, dove erano raccolte informazione anche sui singoli personaggi.
I 5 ritratti più bassi hanno nomi, breve descrizione e data:
1. Accursio, giureconsulto, anno 1227 (autore delle Glosse, cioè i commenti al Corpus Iuris Civilis di Giustiniano), con l'iscrizione F. ACCVRSIVS LEGVM GLOSS . FLORENTINVS FLORVIT A. MCCXXVII
2. Pietro Torrigiano Rustichelli detto de' Valori, 1290 (monaco certosino e glossatore di Galeno) con l'iscrizione T. MONACVS . GALENI . PLVSQVAM . INTERPRES . FLOR. FLORVIT . ANNO MCCXC.
3. Marsilio Ficino, 1480 (letterato e filosofo) con l'iscrizione M. FICINVS . SOPHIAE . PATER FLORENTIN FLOR . A. MCCCCLXXX .
4. Donato Acciaiuoli, 1470 (matematico e filosofo) con l'iscrizione D. ACCIAIOLVS . ORAT . MAT . PHILOSOPH . FLORENTINVS FLORVIT . A. MCCCCLXX.
5. Piero Vettori, 1260 (filosofo) con l'iscrizione P. VICTORIVS . PHILOSOPH . CIVILIS FLORENTINVS FLORVIT ANNO . MDLX.

Al secondo e terzo piano invece, senza targa, compaiono i seguenti ritratti:
1. Amerigo Vespucci
2. Leon Battista Alberti
3. Francesco Guicciardini
4. Marcello Virgilio Adriani
5. Vincenzo Borghini

1. Giovanni della Casa
2. Giovanni Boccaccio
3. Dante Alighieri
4. Francesco Petrarca
5. Luigi Alamanni.

Nell'andito si trovavano altre cinque statue andate disperse:
1. Sant'Antonino Pierozzi
2. San Filippo Neri
3. Luigi Ferdinando Marsigli
4. Lorenzo il Magnifico
5. Bartolomeo Cavalcanti

Dalla severa espressione dei volti di questi uomini illustri (e dalla non sempre felice resa scultorea) il palazzo Valori trasse la denominazione tradizionale di palazzo dei "Visacci". Allo stesso Giovanni Battista Caccini si deve il ritratto di Cosimo I de' Medici, posto sopra l'ingresso principale, e, ugualmente, un busto di Baccio Valori che già era collocato in una nicchia dell'androne, al di sopra di una memoria voluta dalla vedova dell'umanista, Virginia Ardinghelli. Sulla base del busto di Cosimo si trova l'iscrizione "C.[osimus] M.[edicis] M.[agnus] D.[ux] E.[truriae]" e nella cornice: "QVIA MIICHHI MECÆNAS" («Cosimo de' Medici, Granduca di Toscana; poiché è Mecenate a me»).
La piccola lapide sulla facciata, sotto una finestra del piano terreno (posta dallo stesso Baccio Valori, trascritta da Francesco Bigazzi, restaurata nel 1912 e oramai solo in parte leggibile), indica invece il luogo dove, secondo la tradizione, san Zanobi avrebbe operato il miracolo della resurrezione di un fanciullo morto: oggi trascurata, la memoria segna in realtà un fondamentale luogo della religiosità fiorentina, come ampiamente documenta la letteratura sette-ottocentesca. Tale episodio si trova ritratto in numerose opere d'arte rinascimentali, per esempio da Botticelli (nella tavola con i Tre miracoli di san Zanobi, a Londra), o da Lorenzo Ghiberti (sull'urna di San Zanobi in Duomo), o ancora da Domenico Veneziano (predella della Pala di Santa Lucia dei Magnoli).

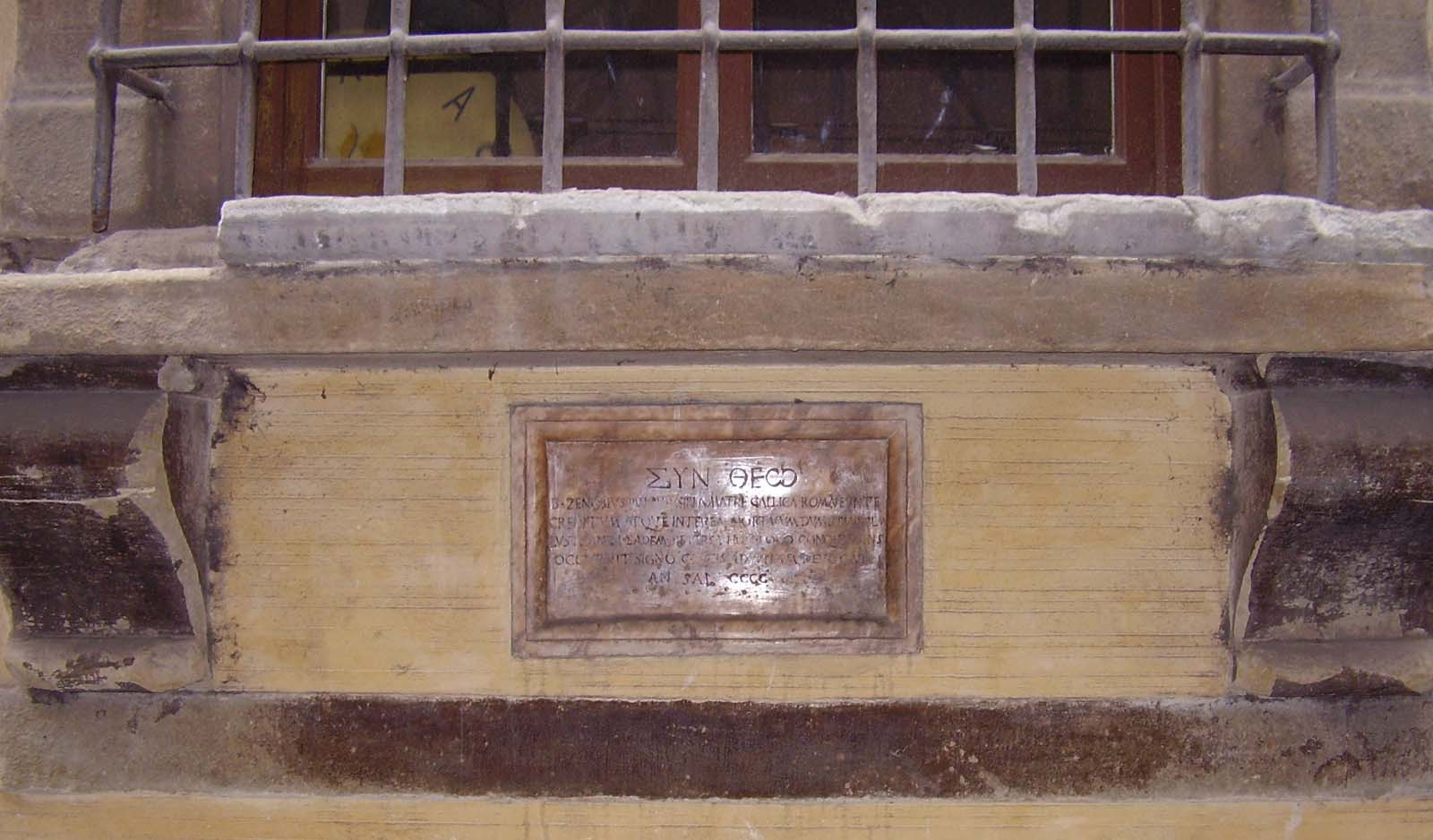
La targa del miracolo di San Zanobi

La targa, dopo l'iscrizione in greco συν Θεώ (con l'aiuto di Dio), recita in latino:
Traduzione: "Con Dio. San Zanobi nell'anno di grazia 400 richiamava in vita con un segno di croce un fanciullo che gli era stato affidato dalla madre gallica in viaggio per Roma e che nel frattempo era morto. [Lo risuscita] al momento in cui, mentre sta percorrendo la città, la madre, di ritorno, gli si fa incontro in questo luogo per richiedergli il bambino".
L'iscrizione latina si riferisce alla vicenda di una donna francese, che recandosi a Roma in pellegrinaggio con il suo unico figlio, lo lasciò a Firenze alle cure del vescovo perché ammalato, proseguendo da sola per il pellegrinaggio. Al suo ritorno però trovò il figlio appena deceduto e presa dalla disperazione lo portò al vescovo che stava venendo in processione dalla chiesa di San Pier Maggiore. Quando la donna incontrò il vescovo, proprio nel punto davanti alla lapide, egli si commosse e inginocchiandosi benedisse il ragazzo che tornò miracolosamente in vita.
In questo punto fino al XVIII secolo ogni nuovo vescovo di Firenze, di ritorno dalle nozze simboliche con la badessa di San Pier Maggiore, si fermava a pregare in ricordo di san Zanobi.
Guardando la facciata si possono facilmente notare le tre costruzioni originarie che attualmente si costituiscono in unità: al centro è l'edificio già di Rinaldo degli Albizi, che conserva sui fianchi due scudi con le armi della famiglia (di nero, a due cerchi concentrici d'oro), dei primi anni del Quattrocento; a destra è una casa più piccola, con uno stemma oramai illeggibile; infine sulla sinistra è una terza casa (segnata dal n. 20) con lo stemma dei Pazzi (d'azzurro, a due delfini d'oro guizzanti in palo addossati, posti in mezzo a cinque crocette fioronate), che ha sul retro la nascosta piazzetta de' Pazzi alla quale si accede dalla volta dei Ciechi (dove pure campeggia un altro stemma dipinto dei Pazzi).
In alto il palazzo era coronato da una loggia, oggi chiusa.

### Interni

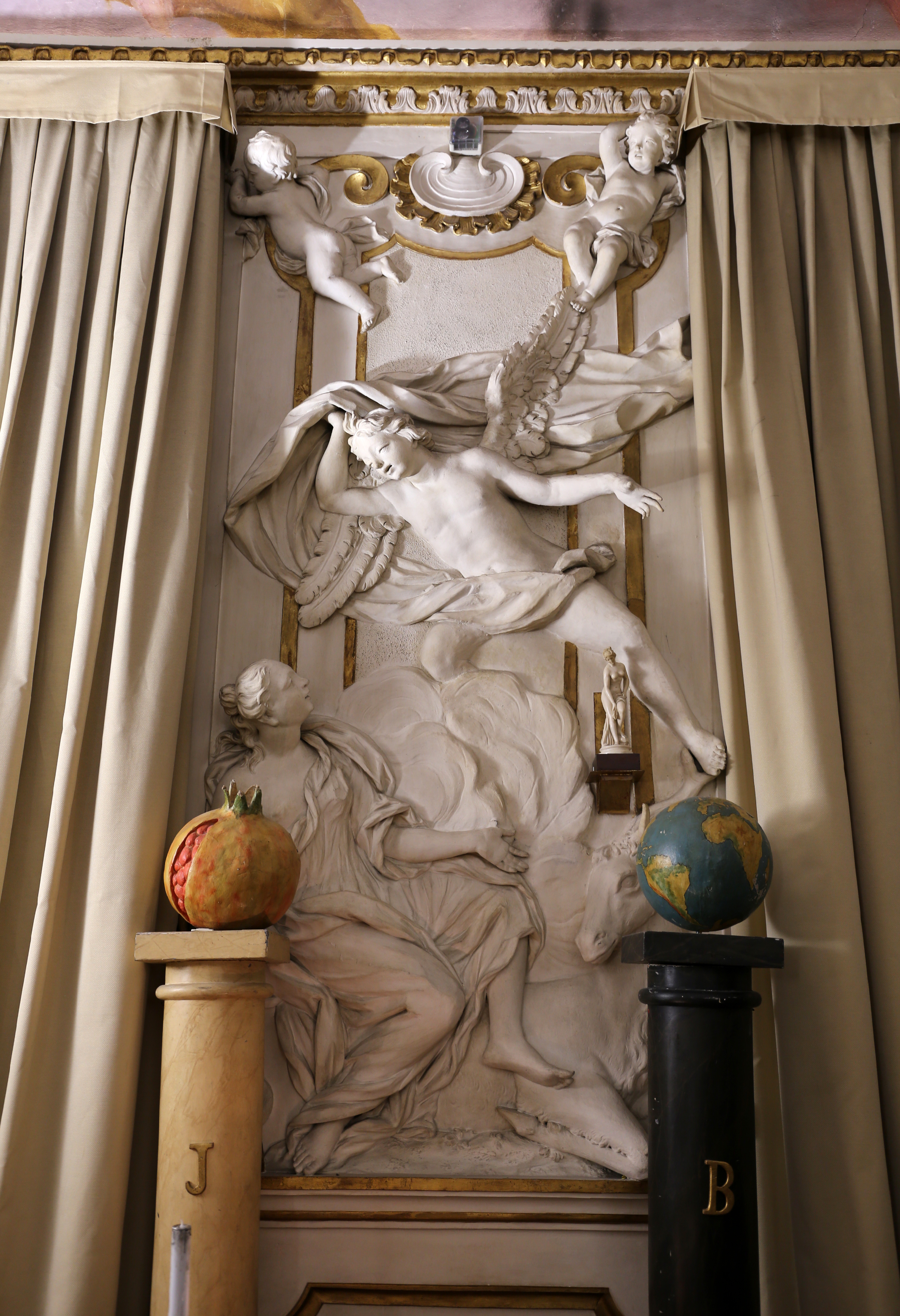
Gli stucchi del Portogalli o del Ciceri

Nell'ambito del cantiere del primo quarto del Settecento è da collocare la decorazione della Galleria coperta, con stucchi e un affresco raffigurante l'Apoteosi di casa Guicciardini, il tutto su progetto di Massimiliano Soldani Benzi e opera di Giovanni Martino Portogalli (stucchi), Matteo Bonechi (pittura di figure), Giuseppe Tonelli e Stefano Papi o Jacopo Chiavistelli (quadrature). Il Portogalli decorò anche i pianerottoli dello scalone, e al Bonechi e a Giovanni Antonio Pucci sono da riferire altri affreschi nei saloni.

## Bibliografia

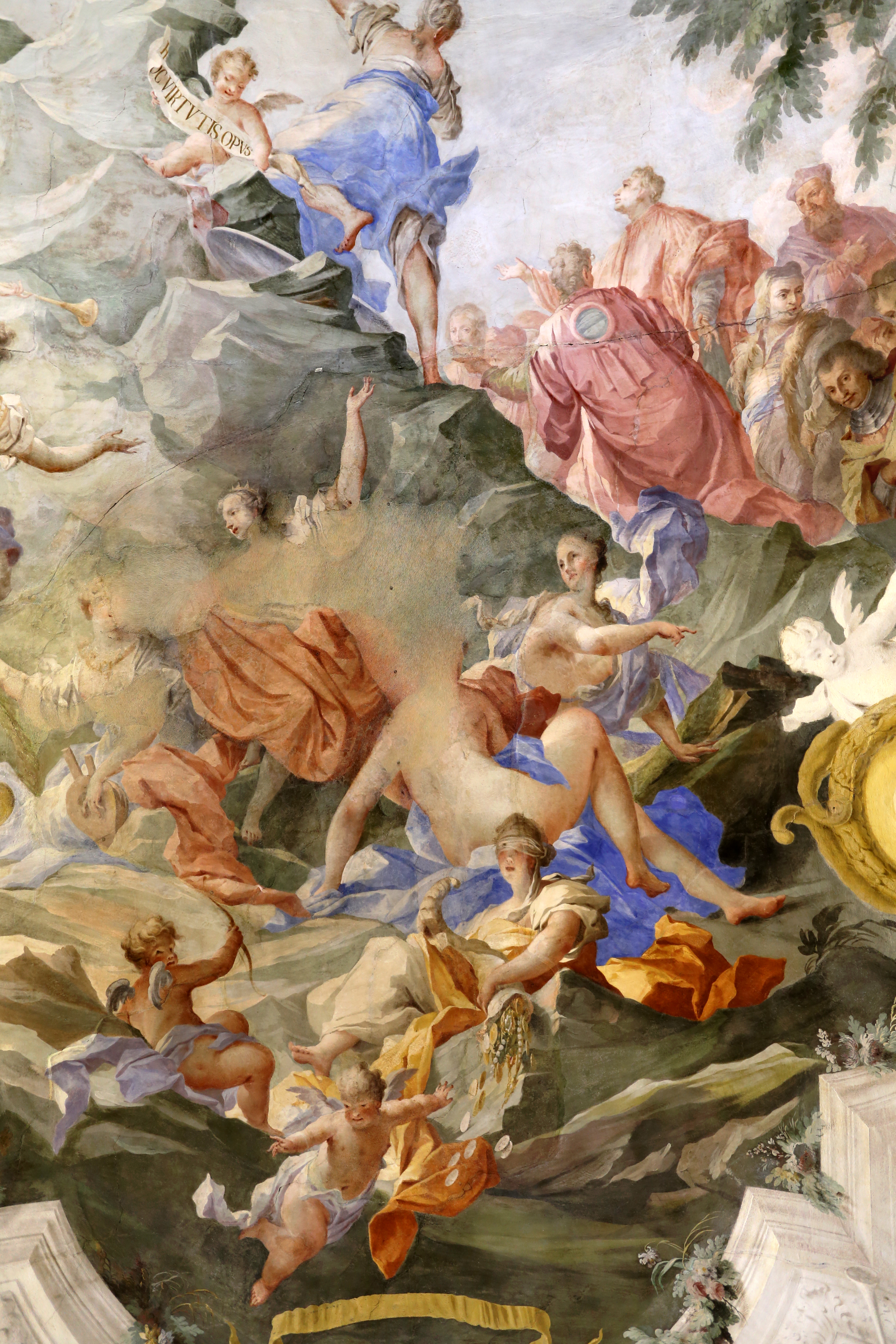
Affreschi di Matteo Bonechi